# Chapman (Maine)
Chapman es un pueblo ubicado en el condado de Aroostook en el estado estadounidense de Maine. En el Censo de 2010 tenía una población de 468 habitantes y una densidad poblacional de 4,65 personas por km².

## Geografía
Chapman se encuentra ubicado en las coordenadas 46°35′58″N 68°7′10″O / 46.59944, -68.11944. Según la Oficina del Censo de los Estados Unidos, Chapman tiene una superficie total de 100.56 km², de la cual 99.46 km² corresponden a tierra firme y (1.09%) 1.1 km² es agua.

## Demografía
Según el censo de 2010, había 468 personas residiendo en Chapman. La densidad de población era de 4,65 hab./km². De los 468 habitantes, Chapman estaba compuesto por el 98.93% blancos, el 0% eran afroamericanos, el 0.64% eran amerindios, el 0% eran asiáticos, el 0% eran isleños del Pacífico, el 0% eran de otras razas y el 0.43% pertenecían a dos o más razas. Del total de la población el 0% eran hispanos o latinos de cualquier raza.